# Adam & Eve
Adam & Eve was een Duits schlagerduo in twee verschillende formaties.

## Formatie 1
- Eva Bartova artiestennaam Eve (Pilsen, 26 maart 1938 – Chicago, 17 september 1989) kwam in 1963 naar Duitsland. In Tsjechoslowakije volgde ze een opleiding als klassieke balletdanseres en studeerde ze klassieke zang. Aangenomen wordt, dat ze daarna naar de DDR ging, omdat daar een plaatopname onder het pseudoniem Erika Bartova verscheen. In de jaren 1960 zou ze hebben gezongen bij de band Eve Bartova & the Bartovs.
- John Christian Dee artiestennaam Adam (Tonawanda/Buffalo, 5 februari 1944 – Londen, 18 augustus 2004). Dee was in de jaren 1950 met zijn moeder overgekomen van Amerika naar Engeland.

Beiden leerden zich kennen tijdens een optreden in Zweden. Ze kregen in Duitsland een contract bij een platenlabel en publiceerden in 1966 hun eerste single They can look at us and laugh, die werd genoteerd in de hitlijst, hetgeen beiden een tv-optreden opleverde. In de daaropvolgende maanden nam het duo talrijke nummers op in zowel de Engelse (beat) als Duitse taal (schlager), die deels in de hitlijst kwamen. De nummers werden meestal geschreven door Adam, die ook de productie voor zijn rekening nam. Hij schreef ook nummers voor andere groepen. In 1966 verscheen het enige album van het duo, dat ook solo-opnamen bevatte. Ze woonden in het stadsdeel Obererlenbach van Bad Homburg vor der Höhe. De toen nog onbekende Zuid-Afrikaan Howard Carpendale behoorde tot hun vriendenkring. Na enkele vergeefse pogingen om zich te profileren op de muziekmarkt, ging het duo eind 1968/begin 1969 uit elkaar, zonder een grote hit te hebben gescoord.
In november 1968 trouwde Dee met de Britse Janie Jones en ging wonen in Groot-Brittannië. In het midden van de jaren 1970 kwam hij echter weer terug naar Duitsland, waar hij wegens mishandeling van zijn vriendin voor zes jaar achter de tralies moest. Tijdens een verlof koos hij het hazenpad en vluchtte naar Frankrijk. In januari 2005 meldde het muziektijdschrift Good Times, dat Dee op 18 augustus 2004 in Londen was overleden.

## Formatie 2
- Eva Bartova artiestennaam Eve (Pilsen, 26 maart 1938 – Chicago, 17 september 1989)
- Hartmut 'Harry' Schairer artiestennaam Adam (Stuttgart, 23 februari 1946).

Eve vervoegde zich na de muzikale scheiding van John Christian Dee bij het combo van Hartmut 'Harry' Schairer, dat onder verschillende namen optrad, zoals Soul Generation of Soul Organisation. Schairer bezocht in zijn geboortestad Stuttgart het conservatorium en studeerde piano, bas en klarinet. Hij werd Adam 2. In 1969 kreeg het duo een platencontract en in hetzelfde jaar verscheen hun eerste single Shaggy Dog. In 1972 trouwden beiden en werden een van de bekendste schlagerduo's in Duitsland. Vanaf 1976 woonde Eves zoon Roberto uit haar eerste huwelijk bij hen in Neunkirchen bij Keulen. Samen met hem nam het duo het nummer Frühlingsmelodie op. Veel van hun schlagers werden hits, waaronder Wenn die Sonne erwacht in den Bergen, Du gehst fort, Die versunkene Stadt en Lailola uit de jaren 1970. Met het nummer Ungarische Nächte won het duo in september 1977 zelfs de ZDF-Hitparade.
In 1982 werd het huwelijk ontbonden. Eve trouwde later met de zanger Jimmy Harrison, doch ook dit huwelijk ging ten einde. Daarna ging Eve naar Amerika, waar ze op 17 september 1989 in Chicago overleed aan de gevolgen van kanker. Hartmut Schairer bleef na de scheiding van Eve werkzaam als componist en producent en schreef onder meer nummers voor Claudia Jung, Andy Borg, Isabel Varell, Heike Schäfer, Kristina Bach en Nadine Norell. Tegenwoordig is hij nog steeds actief in de muziekwereld.

## Discografie

### Singles
- 1966: They can look at us and laugh (met Adam Nr. 1)
- 1970: Hey, hey in Tampico
- 1971: Wenn die Sonne erwacht in den Bergen
- 1971: Ave Maria no morro
- 1972: Das macht die Liebe allein
- 1973: Dann kommt der Sonnenschein
- 1974: In Manuels Taverne
- 1975: Du gehst fort (Tu t'en vas)
- 1975: Lena (Steig in den Sattel...)
- 1977: Lailola
- 1977: Ungarische Nächte
- 1978: Die versunkene Stadt

### Albums
Adam & Eve (1)
- 1967: Paradise of Sounds (Bellaphon)

Adam & Eve (2):
- 1973: Die schönsten Lieder- DLP (EMI)
- 1974: Lieder aus Manuelas Taverne (EMI-Hör Zu)
- 1975: Wir beide (EMI)

- Library of Congress Control Number: n2013000672
- MusicBrainz: 6cdf4dc0-2efe-40ea-a315-702148367c18
- Virtual International Authority File: 141723435